# Mohamed Chawki
Pour les articles homonymes, voir Chawki.
 (janvier 2009).

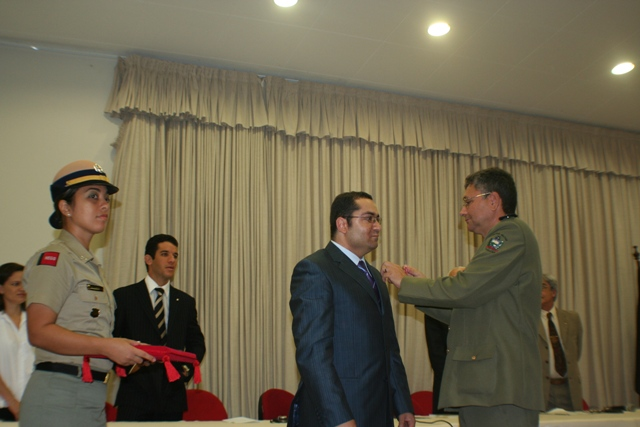

Mohamed Chawki,Vice-Président du Conseil d’Etat d’Egypte et Président-Fondateur de l’Association Internationale de Lutte contre la Cybercriminalité (AILCC) dont le siège est basé à Paris. Il est également Directeur - Fondateur du Centre Africain du Cyber droit (ACCP), un centre de recherche fondé avec l’ONU qui associe aujourd’hui des représentants de la communauté scientifique internationale, des universitaires spécialisés dans l’informatique ou le droit et des praticiens dont le rôle d’interface est indispensable.
Il est docteur en droit des NTIC de l’Université Lyon III où il a soutenu une thèse en 2006 sur  la lutte contre la cybercriminalité en Europe et aux Etats-Unis.  Cela a été suivi par trois ans de recherche postdoctorale à l’ISPEC de l’Université Aix – Marseille III. En 2023 Mohamed Chawki a obtenu son HDR le plus haut diplôme français d'Aix Marseille Université ( France). 
Mohamed Chawki a travaillé en tant que conseiller juridique auprès du ministère égyptien de production militaire, de l’autorité des marchés financiers , de l’autorité du contrôle des marchés et du ministère de la culture.
Il est l’auteur de combattre la cybercriminalité (paru en 2009), la traite des êtres humains à l’ère numérique (paru en 2010), pornographie et liberté d’expression sur le web (paru en 2011), la liberté religieuse en Egypte (2012) et cybercrime, digital forensics & jurisdiction (paru chez Springer en 2015). Il a également publié une trentaine des articles aux Etats-Unis, en Grande Bretagne, en France, et en Australie et a organisé / co-organisé une cinquantaine des colloques sur le même thème.
En outre, Mohamed Chawki enseigne le droit en Egypte dans des universités publiques et privées et chercheur invité (dans un ordre alphabétique : en Afrique du Sud, en Australie, en Autriche, au Brésil, aux Etats-Unis, en France, en Inde, en Malaisie et au Maroc).  

## Reconnaissances
- Médaille d’excellence du Président de la RAE (Egypte)
- Prix Claire-L'Heureux-Dubé (Canada)
- Médaille du mérite militaire Elisio-Sobreira (Brésil)

## Publications
- Combattre la cybercriminalité, 2009
- Pornographie et liberté d’expression sur le Web, Editions de Saint-Amans, 2011
- La liberté religieuse en Egypte, Editions de Saint-Amans 2012